# Gerhard Müller (théologien luthérien)
Pour les articles homonymes, voir Müller.
Gerhard Müller, né le 10 mai 1929 à Marbourg et mort le 10 mai 2024 à Erlangen, est un théologien luthérien allemand. Il occupe le poste de Landesbischof de l'Église luthérienne de Brunswick entre 1982 et 1994, lors de la réunification allemande, alors qu'il est également le principal évêque de l'Église luthérienne unie d'Allemagne. En tant que théologien, enseignant à Erlangen et Göttingen, il se concentre sur l'histoire de la Réforme et est rédacteur de la Theologische Realenzyklopädie. Il reçoit une reconnaissance internationale, notamment en devenant membre de l'Académie royale néerlandaise des arts et des sciences et en recevant un doctorat honorifique de l'université de St Andrews.

## Biographie
Gerhard Müller naît à Marbourg le 10 mai 1929. Il étudie la théologie protestante à l'université de Marbourg, à l'université de Göttingen et à l'université de Tübingen. Gerhard Müller est professeur de théologie historique à l'université d'Erlangen pendant 15 ans, de 1967 à 1982,. Il se concentre sur l'histoire de l'Église, notamment en tant que spécialiste de Martin Luther et de la Réforme. Il est rédacteur de la Theologische Realenzyklopädie.

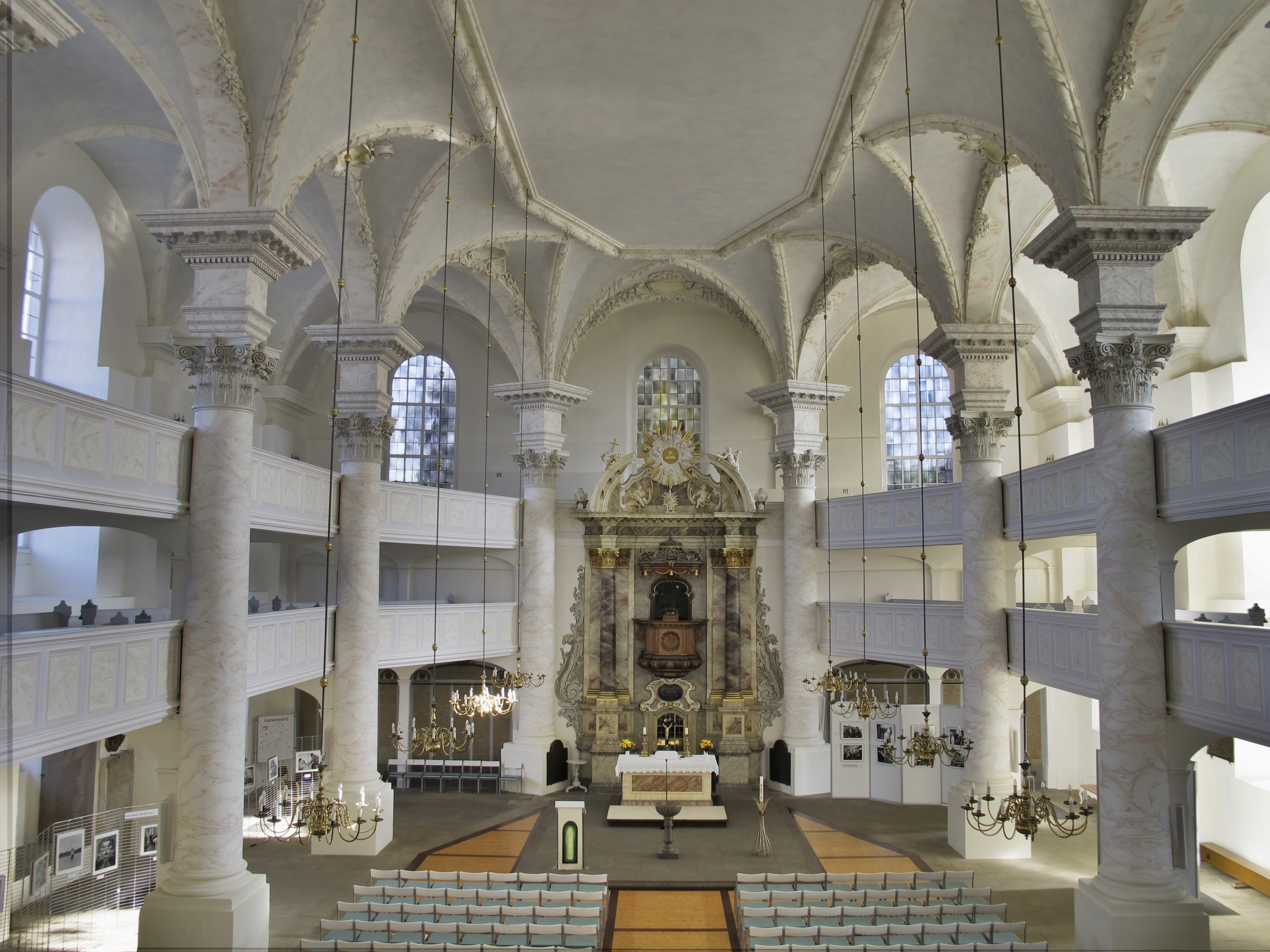
Église Trinitatis, Wolfenbüttel

Le 1er octobre 1982, il devient Landesbischof de l'Église luthérienne de Brunswick, dont le siège est à Wolfenbüttel, jusqu'au 31 mai 1994,. Il se concentre sur l'accompagnement spirituel des pasteurs et de leurs familles. Face au nombre croissant de personnes quittant l'Église, il soutient des projets visant à établir un contact plus intense avec les membres, comme le missionnaire Neu anfangen,. Il contacte également des personnes influentes en dehors de l'église, telles que des maires, des directeurs et des scientifiques. Après la réunification allemande, deux paroisses, Blankenburg et Calvörde, sont rattachées à l'église de Brunswick en 1992. Müller se rend à Blankenburg dès l'ouverture de la frontière pour établir le contact. Durant son mandat d’évêque, il enseigne l’histoire de l’Église à l’université de Göttingen.
De 1990 à 1993, Gerhard Müller est également évêque principal (allemand : Leitender Bischof) de l'Église luthérienne unie d'Allemagne, après avoir été vice-évêque pendant trois ans.
Gerhard Müller est élu membre étranger de l'Académie royale néerlandaise des arts et des sciences en 1979. Il est membre de l'Académie des sciences et des lettres de Mayence. Müller reçoit un doctorat honorifique de l'université de St Andrews en 1980.
Gerhard Müller meurt à Erlangen le 10 mai 2024, jour de son 95e anniversaire, des suites d'une longue maladie,,.